# HD 36959
HD 36959，又名BD-06 1233，SAO 132298、HR 1886，是一颗恒星，视星等为5.67，位于銀經209.57，銀緯-19.72，其B1900.0坐标为赤經5h 30m 7.7s，赤緯-6° -19.72′ 33″。